# Variations, interlude et finale sur un thème de Rameau
 (mars 2024).
Si vous disposez d'ouvrages ou d'articles de référence ou si vous connaissez des sites web de qualité traitant du thème abordé ici, merci de compléter l'article en donnant les références utiles à sa vérifiabilité et en les liant à la section « Notes et références ».
Les Variations, interlude et finale sur un thème de Rameau sont une œuvre pour piano composée par Paul Dukas.

## Structure
Menuet [Thème : Le lardon, menuet]
Variation I. Tendrement
Variation II. Assez vif, très rythmé
Variation III. Sans hâte, délicatement
Variation IV. Un peu animé, avec légèreté
Variation V. Lent
Variation VI. Modéré
Variation VII. Assez vif
Variation VIII. Très modéré
Variation IX. Animé
Variation X. Sans lenteur, bien marqué
Variation XI. Sombre, assez lent
Interlude
Final (Variation XII). Modérément animé – Vif

## Discographie
- De Vincent d'Indy à Reynaldo Hahn, Jean Doyen (1960, Musidisc 30 RC 742) (premier enregistrement mondial)avec des œuvres de Reynaldo Hahn, Vincent d'Indy, Gabriel Pierné, Jean Roger-Ducasse et Louis Vierne